# Extremadura
Extremadura (tiếng Tây Ban Nha: [e(ɣ)stɾemaˈðuɾa]; tiếng Extremadura: Estremaúra [eʰtːɾemaˈuɾa]; tiếng Bồ Đào Nha: Estremadura [(ɨ)ʃtɾɨmɐˈðuɾɐ]) là một cộng đồng tự trị của Tây Ban Nha có thủ phủ là thành phố Mérida. Nó bao gồm các tỉnh Cáceres và Badajoz. Extremadura giáp biên giới với các vùng Centro và Alentejo của Bồ Đào Nha về phía tây, và nó là một khu vực quan trọng đối với động vật hoang dã, đặc biệt là có khu bảo tồn lớn tại Monfragüe, được chỉ định là một vườn quốc gia trong năm 2007, hoặc dự án của vườn tự nhiên quốc tế sông Tagus (Parque Natural Tajo Rio Internacional). Về phía bắc cộng đồng này giáp Castilla và León (tỉnh Salamanca và Ávila); về phía nam, giáp Andalucía (tỉnh Huelva, Sevilla, và Córdoba), và về phía đông, giáp Castilla La Mancha (tỉnh Toledo và Ciudad Real).